# (215868) Rohrer
(215868) Rohrer ist ein Asteroid des inneren Hauptgürtels, der am 12. März 2005 vom Schweizer Amateurastronomen Stefano Sposetti am Osservatorio Astronomico di Gnosca (Sternwarten-Code 143) in Gnosca im Kanton Tessin entdeckt wurde. Unbestätigte Sichtungen des Asteroiden hatte es schon vorher schon am 9. November 1996 mit der vorläufigen Bezeichnung 1996 VX23 an der Sternwarte Davidschlag im österreichischen Linz gegeben.
Die Bahnneigung von (215868) Rohrer ist mit 0,4783 Prozent gering, die Ebene seiner Bahn um die Sonne gleicht der Erdbahn mehr als diejenige der anderen sieben Planeten.
Der Asteroid wurde am 19. September 2013 nach dem im Mai 2013 verstorbenen Schweizer Physiker Heinrich Rohrer benannt. Heinrich Rohrer erhielt 1986 neben Ernst Ruska und gemeinsam mit  Gerd Binnig (nach dem der Asteroid des äußeren Hauptgürtels (216390) Binnig benannt ist) für die Entwicklung des Rastertunnelmikroskops den Nobelpreis für Physik.